# Black Supremacy
Der Begriff Black Supremacy (englisch für „schwarze Vorherrschaft“, „Überlegenheit der Schwarzen“) fasst rassistische Ideologien zusammen, die eine Überlegenheit schwarzer Menschen gegenüber nicht-schwarzen Menschen propagieren. Der Begriff Black Supremacy hat eine religiöse und eine politische Ebene, die auch miteinander vermischt sind. Er entstand vor dem Hintergrund rassistischer Segregation in den USA und wurde insbesondere in den 1920er Jahren und 1960er Jahren verwendet. Vertreter der Black Supremacy sehen in ihr eine Antwort auf und einen Gegenbegriff zu White Supremacy.

## Entwicklung des Begriffs

### 1920er: Verwendung im Kontext der Afro-Athlican Constructive Gaathly
Die Vorstellungen einer Black Supremacy entspringen den Predigten Robert Ahtly Rogers, dem Anführer der Sekte Afro-Athlican Constructive Gaathly (AACG) (später Hamitic Church of Athlicanism), aus den 1920er Jahren. Vor dem Hintergrund zeitgenössischer gesellschaftlicher Debatten über Race, Nation, Identität, Religion und Selbstbestimmung predigte er, dass das Volk Äthiopiens Gottes auserwähltes Volk sei. Er forderte eine sogenannte Repatriation auf dem afrikanischen Kontinent sowie eine Umkehrung der vorherrschenden rassistischen Hierarchien, unter denen die Schwarze Bevölkerung litt. Damit stillte er das Bedürfnis seiner Anhänger nach Selbstbestimmung, Freiheit und Erhabenheit (greatness). Er predigte eine Zukunft, in der Menschen afrikanischer Abstammung die größte Nation auf Erden (greatest among nations) konstituieren würden und dessen Gegner den Zorn Gottes erfahren müssten. Allison Paige Sellers bezeichnet dieses als eine „in religiösen Rahmen eingebettete Black Supremacy“. Zu jener Zeit folgten weitere Sekten diesen oder vergleichbaren Thesen, waren dabei zumeist jedoch weniger radikal. 1926 verfasste der Prediger Fitz Valentines Petersburger sein Werk Royal Parchment Scroll of Black Supremacy. An die Black Supremacy anknüpfend beklagte der Rastafari Leonard Howell, dass weiße Regierungen versagt hätten, indem sie die Menschen unterdrückten. Er forderte, diese Regierungen zu zerstören und durch schwarze Regierungen zu ersetzen. Weiße Menschen seien in Howells System jedoch toleriert, wenn sie die neue Regierungsform akzeptierten.

### 1960er: Verwendung im Kontext der Nation of Islam
Ideologien schwarzer Überlegenheit waren vor allem in den USA auch in den 1960er Jahren in einem radikalisierten Teil, der sich von der Bürgerrechtsbewegung gelöst hatte, verbreitet. Malcolm X und noch mehr Elijah Muhammad griffen die Thesen der Black Supremacy für die Nation of Islam auf. Cornel West führt dieses auf den Black Rage zurück, also den Zorn der Schwarzen über noch in den 1960ern bestehende rassistische Diskriminierungen. Während Malcolm X noch einen eigenen Staat mit Rassentrennung (Black Seperatism) und einen orthodoxen Islam, allerdings ohne ein rassistisches Überlegenheitskonzept, forderte, propagierte der Leiter der Nation of Islam, Muhammad, Black Supremacy, um damit White Supremacy zu begegnen. Diese von Muhammad geäußerte und von Malcolm X zumindest gebilligte Form der Black Supremacy beinhaltete auch antisemitische Narrative.

### Verwendung in der Gegenwart
Laut Berichten des Southern Poverty Law Center (SPLC) aus dem Jahr 2008 folgten Teile des Hebrew Israelite Movement der Ideologie der Black Supremacy. Es handele sich dabei um mehrere Tausend Personen in den USA. Diese griffen die These auf, dass Afrikaner das ausererwählte Volk seien. Sie predigten, dass in Bälde die Rückkehr Jesu zu erwarten sei und dann eine ihrem Weltbild entsprechende göttliche Ordnung hergestellt würde. Das SPLC warf diesen Gruppen vor, Gewalt gegen Weiße, Juden und Homosexuelle zu legitimieren.

## Kritik
Mit Martin Luther King lehnte ein prominenter Vertreter der Bürgerrechtsbewegung Black Supremacy kategorisch ab. In seinen Reden auf der Freedom Rally in der Cobo Hall Detroit am 23. Juni 1963, am Oberlin College im Juni 1965, und an der Southern Methodist University am 17. März 1966 sagte Martin Luther King Jr.:

“A doctrine of black supremacy is as dangerous as a doctrine of white supremacy. God is not interested in the freedom of black men or brown men or yellow men. God is interested in the freedom of the whole human race, the creation of a society where every man will respect the dignity and worth of personality.”

„Eine Doktrin der schwarzen Vorherrschaft ist genauso gefährlich wie eine Doktrin der weißen Vorherrschaft. Gott ist nicht an der Freiheit von Schwarzen, Braunen oder Gelben interessiert. Gott ist an der Freiheit der gesamten menschlichen Art interessiert, an der Schaffung einer Gesellschaft, in der jeder Mensch die Würde und den Wert der Persönlichkeit respektiert.“